# Rhachis sanguineus
Rhachis sanguineus foi uma espécie de gastrópodes da família Cerastuidae.
Foi endémica da Maurícia.